# Диев, Григорий Алексеевич
Григорий Алексеевич Диев (1926 год — 1966 год, Караганда, Казахская ССР, СССР) — советский шахтёр, машинист горного комбайна шахты № 23 треста «Ленинуголь» Управления угольной промышленности Казахской ССР, почётный шахтёр. Герой Социалистического Труда (1966).

## Биография
Родился в 1926 году в Воскресенской волости Вольского уезда Саратовской губернии в русской крестьянской семье.
С 1943 года, в возрасте семнадцати лет, Г. А. Диев был призван в ряды Рабоче-Крестьянской Красной армии и направлен в действующую армию на фронт, участник Великой Отечественной войны.
С 1952 года после демобилизации из рядов Советской армии переехал в город Караганда Казахской ССР и начал свою трудовую деятельность помощником машиниста на шахте № 64, позже начал работать в должности машиниста на комбайне «Донбасс». С 1958 года был назначен — бригадиром комплексной бригады шахты имени Т. Кузембаева треста «Ленинуголь» Управления угольной промышленности Казахской ССР. В 1959 году бригада под руководством Г. А. Диева перевыполнила государственный план добыв — 850 тонн угля сверх утверждённого государственного плана, в 1960 году — 1295 тонн угля, в 1964 году — 3675 тонн угля, в 1965 году уже — 3769 тонн угля.
Позже был назначен начальником Участка № 1 шахты имени Т. Кузембаева треста «Ленинуголь» Управления угольной промышленности Казахской ССР. Участок под руководством Г. А. Диева первой начала эксплуатацию угольного механизированного комплекса КМ-100, работа на котором значительно превысила производительность труда, начав постоянно выдавать — 25,6 тысячи тонн угля в месяц а производительность труда на одного рабочего участка составляла около четырёхсот тонн в месяц. Участок под руководством Г. А. Диева первым в тресте «Ленинуголь» получил почётное звание — «Участок коммунистического труда», постоянно перевыполнял плановые задания и выдавал рекордные — 1200—1400 тонн угля.
29 июня 1966 года Указом Президиума Верховного Совета СССР «за выдающиеся заслуги в выполнении заданий семилетнего плана по развитию угольной и сланцевой промышленности и достижение высоких технико-экономических показателей в работе» Григорий Алексеевич Диев был удостоен звания Героя Социалистического Труда с вручением Ордена Ленина и золотой медали «Серп и Молот».
Помимо основной деятельности занимался и общественно-политической деятельностью: избирался депутатом Карагандинского городского Совета депутатов трудящихся.
Скончался в 1966 году в Караганде.

## Награды
- Медаль «Серп и Молот» (29.06.1966)
- Орден Ленина (29.06.1966)
- Знак «Шахтёрская слава» II и III степени